# ستيفن باكر (لاعب كرة قدم)
ستيفن باكر (بالهولندية: Steffen Bakker)‏ هو لاعب كرة قدم هولندي في مركز حراسة المرمى، ولد في 14 سبتمبر 1991 في هولندا في مملكة هولندا. لعب مع نادي غرونينغن.